# Agrotis violascens
Agrotis violascens är en fjärilsart som beskrevs av Heydemann 1929. Agrotis violascens ingår i släktet Agrotis och familjen nattflyn. Inga underarter finns listade i Catalogue of Life.